# Hulki Aktunç
Hulki Aktunç (prononcé [hul.'ki ɑk'tunt͡ʃ ], né le 27 janvier 1949 à Istanbul et mort le 29 juin 2011 à Istanbul), est un auteur, poète et lexicographe turc.

## Biographie
Après des études en lycée militaire, Hulki Aktunç rentre à la faculté de droit de l'université d'Istanbul puis abandonne ses études pour se consacrer à la littérature. Son premier roman Gidenler Dönmeyenler remporte en 1977 le prix Yunus Nadi et le prix du récit du Türk dil kurumu.
Hulki Aktunç est à l'origine du Grand dictionnaire de l'argot turc (1990).